# Макговерн, Джордж
Джордж Стэнли Макговерн (англ. George Stanley McGovern; 19 июля 1922[…], Эйвон, Южная Дакота — 21 октября 2012[…], Су-Фолс) — американский политик, дипломат и историк, который был членом Палаты представителей США и сенатором США от Южной Дакоты, а также кандидатом в президенты от Демократической партии на президентских выборах 1972 года.
Макговерн вырос в Митчелле, Южная Дакота, где он стал известным спорщиком. Он добровольно пошел в Военно-воздушные силы США после вступления страны во Вторую мировую войну и совершил 35 вылетов над оккупированной немцами Европой с базы в Италии качестве пилота B-24 Liberator. Среди полученных им медалей был Крест лётных заслуг за совершение опасной аварийной посадки своего поврежденного самолета и спасение своего экипажа. После войны Макговерн получил степени в Дакотском Уэслианском университете и Северо-Западном университете и работал профессором истории. Он был избран в Палату представителей США в 1956 году и переизбран в 1958 году. В 1962 году со второй попытки Макговерн был избран в Сенат США.
Будучи сенатором, Макговерн был одним из наиболее ярких представителей современного американского либерализма и стал наиболее известен своим откровенным противодействием растущему участию США во Вьетнамской войне. Он неудачно попытался выдвинуть свою кандидатуру на президентских выборах 1968 года на съезде Демократической партии в качестве замены убитого Роберта Кеннеди. Позже Макговерн возглавил комиссию Макговерна—Фрейзера, которая в корне изменила процесс выдвижения кандидатов на пост президента от демократов, увеличив количество праймериз и уменьшив влияние партийных лидеров. Также он вместе с сенатором от Орегона Марком Хэтфилдом был соавтором поправки Макговерна—Хэтфилда, которая была направлена на прекращение войны во Вьетнаме и требовала полного вывода американских войск из страны, но была отклонена в 1970 и 1971 годах.
Низовая президентская кампания Макговерна 1972 года увенчалась успехом в получении номинации от Демократической партии, но привела к идеологическому расколу внутри организации, а провальный выбор кандидата на пост вице-президента Томаса Иглтона подорвал авторитет политика. На всеобщих выборах Макговерн проиграл действующему Ричарду Никсону с одним из самых больших перевесов в истории США. Несмотря на это Макговерн был переизбран в Сенат в 1968 и 1974 годах от своего родного штата, но потерпел поражение при в 1980 году.
Начиная с его опыта в охваченной войной Италии и на протяжении всей остальной карьеры, Макговерн занимался вопросами, связанными с сельским хозяйством, продовольствием, питанием и голодом. Будучи первым директором программы «Продовольствие ради мира» в 1961—62 годах, Макговерн курировал распределение продовольственных излишков США среди нуждающихся за рубежом и сыграл важную роль в создании Всемирной продовольственной программы под руководством ООН. Будучи председателем Комитета Сената по питанию и человеческим потребностям с 1968 по 1977 год, Макговерн предал огласке проблему голода в Соединенных Штатах и опубликовал «Доклад Макговерна», который привел к появлению нового набора рекомендаций по питанию для американцев. Позднее политик занимал пост посла США в агентствах ООН по продовольствию и сельскому хозяйству с 1998 по 2001 год. Международная программа Макговерна–Доула «Продовольствие для образования и детского питания» с 2000 года обеспечила школьным питанием миллионы детей в десятках стран, благодаря чему в 2008 году Макговерн был назван солауреатом Всемирной продовольственной премии.

## Биография
Совершил 35 боевых вылетов на бомбардировщике B-24 во время Второй мировой войны.
В 1946 году получил степень бакалавра в методистском Университете Уэсли в Дакоте (обучение прерывалось военной службой). В 1949 году получил степень магистра, а в 1953 — степень PhD по истории в Северо-Западном университете.
Преподавал историю и политологию в Университете Уэсли в Дакоте.
Политическая деятельность:
- 1957—1961 годы — конгрессмен,
- 1963—1981 годы — сенатор от Южной Дакоты.

В 1972 году был выдвинут кандидатом в президенты от Демократической партии на президентских выборах, на них за него проголосовало 37,52 % избирателей.
Служивший во время Второй мировой войны пилотом ВВС США, Дж. Макговерн был противником Вьетнамской войны, что, видимо, и послужило причиной проигрыша (с огромным отрывом: 17 голосов выборщиков против 521) в президентской гонке идущему на второй срок Ричарду Никсону. Однако незаконная слежка республиканцев за избирательным штабом Макговерна привела к политическому скандалу, известному как Уотергейт, и в конечном счёте — к отставке Никсона в 1974 году.
Профессор Ричард Лахман отмечал: «В его социалистическую платформу входило немедленное прекращение войны во Вьетнаме и масштабное сокращение вооруженных сил. И хотя Макговерн крайне бледно выступил на выборах, сама возможность того, что человек с такой платформой мог бы получить власть в стране, напугала бизнесменов, армию и правительство, и они почувствовали необходимость принять какие-то меры, чтобы в принципе оградить американскую политическую систему от таких „прорывов“. Ведь, по их мнению, на место относительно безопасного Макговерна мог бы прийти какой-то по-настоящему леворадикальный и харизматичный лидер».
Также пытался выдвигаться кандидатом от Демократической партии на выборах президента США в 1968 и 1984 годах, но оба раза проиграл внутрипартийные выборы.
В 1998—2001 гг. — представитель США в Продовольственной и сельскохозяйственной организации ООН, в 2001 г. — посол ООН по вопросам голода.
В 2000 г. был удостоен высшей государственной награды США — Президентской медали Свободы.